# Pier Andrea Matteazzi
Pier Andrea Matteazzi, född 5 december 1997 i Vicenza, är en italiensk simmare.

## Karriär
I augusti 2022 vid långbane-EM i Rom tog Matteazzi brons på 400 meter medley.